# Latin American Music Awards de 2017
A 3.ª edição anual do Latin American Music Awards foi realizada em 26 de outubro de 2017 no Dolby Theatre em Los Angeles, Califórnia, nos Estados Unidos. Apresentada pelos cantores Becky G e Diego Boneta, a cerimônia foi transmitida ao vivo pela Telemundo.

## Vencedores e indicados
As indicações foram reveladas em 19 de setembro de 2017. A cantora colombiana Shakira liderou as indicações com nove. A boy band norte-americana CNCO e o cantor norte-americano Prince Royce foram os artistas mais premiados, com quatro prêmios cada.
Os vencedores estão listados em primeiro e em negrito.
|  | Indica o(s) vencedor(es) de cada categoria. |

| Artista do Ano | Artista Revelação do Ano |
| --- | --- |
| Enrique Iglesias - Banda Sinaloense MS de Sergio Lizárraga - Daddy Yankee - J Balvin - Luis Fonsi - Maluma - Nicky Jam - Romeo Santos - Shakira - Wisin | Ozuna - Christian Nodal - Ulices Chaidez y Sus Plebes |
| Canção do Ano | Álbum do Ano |
| "Deja Vu" – Prince Royce e Shakira - "Chantaje" – Shakira com part. de Maluma - "Despacito (Remix)" – Luis Fonsi e Daddy Yankee com part. de Justin Bieber - "El Amante" – Nicky Jam - "Felices los 4" – Maluma - "Tengo Que Colgar" – Banda Sinaloense MS de Sergio Lizárraga - "Súbeme La Radio" – Enrique Iglesias com part. de Descemer Bueno, Zion & Lennox | Primera Cita – CNCO - El dorado – Shakira - Five – Prince Royce - Golden – Romeo Santos - Vestido De Etiqueta: Por Eduardo Magallanes – Juan Gabriel                                                              |
| Artista Feminina de Pop/Rock Favorita | Artista Masculino de Pop/Rock Favorito |
| Gloria Trevi - Alejandra Guzmán - Shakira | Enrique Iglesias - Juanes - Luis Fonsi |
| Dupla ou Grupo de Pop/Rock Favorito | Álbum de Pop/Rock Favorito |
| CNCO - Jesse & Joy - Reik | Primera Cita – CNCO - El dorado – Shakira - Vestido De Etiqueta: Por Eduardo Magallanes – Juan Gabriel |
| Canção de Pop/Rock Favorita | Artista Regional Mexicano Favorito |
| "Reggaetón lento (Bailemos)" – CNCO - "Chantaje" – Shakira com part. de Maluma - "Despacito (Remix)" – Luis Fonsi e Daddy Yankee com part. de Justin Bieber - "Súbeme La Radio" – Enrique Iglesias com part. de Descemer Bueno e Zion & Lennox - "Vente pa' ca" – Ricky Martin com part. de Maluma                                                               | Gerardo Ortiz - Christian Nodal - Regulo Caro |
| Dupla ou Grupo Mexicano Regional Favorito | Álbum Regional Mexicano Favorito |
| Banda Sinaloense MS de Sergio Lizárraga - Calibre 50 - Los Plebes Del Rancho De Ariel Camacho | Paloma Negra Desde Monterrey – Jenni Rivera - Desde El Rancho – Calibre 50 - Recuerden Mi Estilo – Los Plebes del Rancho de Ariel Camacho                                                                         |
| Canção Mexicana Regional Favorita | Artista Urbano Favorito |
| "Adiós Amor" – Christian Nodal - "Siempre Te Voy A Querer" – Calibre 50 - "Regresa Hermosa" – Gerardo Ortíz - "Tengo Que Colgar" – Banda Sinaloense MS de Sergio Lizárraga - "Te Regalo" – Ulices Chaidez y Sus Plebes | J Balvin - Daddy Yankee - Maluma - Nicky Jam - Wisin |
| Canção Urbana Favorita | Artista Tropical Favorito |
| "Felices los 4" – Maluma - "Chillax" – Farruko com part. de Ky-Mani Marley - "El Amante" – Nicky Jam - "Safari" – J Balvin com part. de Pharrell Williams, BIA & Sky - "Vacaciones" – Wisin | Prince Royce - Gente de Zona - Romeo Santos |
| Álbum Tropical Favorito | Canção Tropical Favorita |
| Five – Prince Royce - Alunizando – El Gran Combo de Puerto Rico - Golden – Romeo Santos | "Deja Vu" – Prince Royce e Shakira - "Algo Contigo" – Gente de Zona - "Amorcito Enfermito" – Héctor Acosta "El Torito" - "Imitadora" – Romeo Santos - "Olvídame y Pega la Vuelta" – Jennifer Lopez e Marc Anthony |
| Colaboração Favorita | Artista Crossover Favorito |
| "Súbeme La Radio" – Enrique Iglesias com part. de Descemer Bueno, Zion & Lennox - "Chantaje" – Shakira com part. de Maluma - "Despacito (Remix)" – Luis Fonsi e Daddy Yankee com part. de Justin Bieber | Selena Gomez - Justin Bieber - The Weeknd |